# ダン・ブリックリン

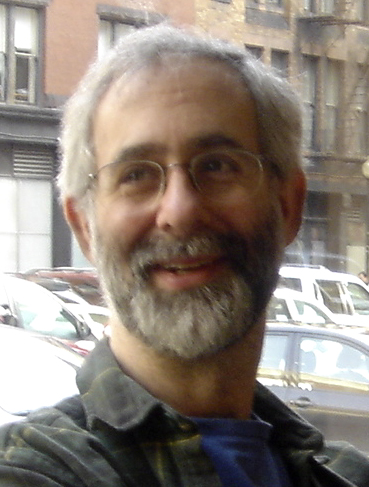
ダン・ブリックリン（2007年2月25日撮影）

ダニエル・S・ブリックリン（英: Daniel S. Bricklin, 1951年7月16日 - ）はアメリカ合衆国のコンピュータ科学者。ボブ・フランクストンとともに表計算ソフトVisiCalcを開発した。

## 来歴
ペンシルベニア州フィラデルフィアに生まれる。Akiba Hebrew Academyを経て1969年マサチューセッツ工科大学に入学し、1973年に電気工学と計算機科学の理学士号を取得。MIT時代に最初に関わったプロジェクトはコマンドラインのカリキュレータで、その後、APLの実現や、LISPプロジェクトに関わるなどプロジェクト運営やプログラミングを行った(当時MITでストールマンが活動していた)。MIT卒業後DECに入社しワープロソフト「WPS-8」のプロジェクトリーダーとなるが、1976年に退社。1977年にハーバード・ビジネス・スクールに入学し、1979年に経営学修士号を取得。
1979年、MIT時代の友人であったボブ・フランクストンとともにSoftware Artsを設立、世界初のパーソナルコンピュータ向け表計算ソフトであるVisiCalcの販売を開始した。ロータスに買収される1985年まで会長を務め、同年Software Gardenを設立。同社で初めての製品は「ダン・ブリックリンのデモプログラム」と命名された。1990年にはSlate Corporationを設立するが1994年に閉鎖、Software Gardenに復帰した。1995年にはTrellix Corporationを設立、2003年にInterland（現Web.com）に買収され、ブリックリンは2004年までInterlandの最高技術責任者を務めた。
1981年にグレース・マレー・ホッパー賞を、2001年にワシントン賞、2003年にウォートン・インフォシス・ビジネス変革賞を受賞した。1994年にはACMのフェローに就任した。
現在はソフトウェア会社Software Gardenの社長を務める傍ら、Wikiシステムを利用したWebベースの表計算ソフト「wikiCalc」の開発に取り組んでいる。

## 著書
- Bricklin on Technology. (2009). Wiley Publishing. ISBN 978-0-470-40237-5